# جيريمي باتلر
جيريمي باتلر (بالإنجليزية: Jeremy Butler)‏ هو لاعب كرة قدم أمريكية أمريكي، ولد في 22 أبريل 1991 في برادنتون في الولايات المتحدة.

## وصلات خارجية
- جيريمي باتلر على موقع مرجع كرة القدم المحترفة.كوم (الإنجليزية)